# Grejohn Kyei
Grejohn Kyei (Gonesse, 12 augustus 1995) is een Frans voetballer die bij voorkeur als aanvaller speelt. Hij stroomde in 2015 door vanuit de jeugd van Stade de Reims.

## Clubcarrière
Kyei debuteerde op 22 januari 2015 in het eerste elftal van Stade de Reims, de club waar hij sinds 2010 zijn jeugdopleiding genoot. Hij viel in de bekerwedstrijd in voor David N'Gog en maakte enkele minuten later zijn eerste treffer. Op 12 april 2015 vierde de aanvaller zijn competitiedebuut tegen OGC Nice. Op 23 mei 2015 maakte Kyei zijn eerste competitiedoelpunt in het Parc des Princes tegen Paris Saint-Germain.

## Clubstatistieken
| Seizoen | Club                 | Land                 | Competitie      | Competitie | Competitie | Beker | Beker | Internationaal | Internationaal | Totaal | Totaal |
| Seizoen | Club                 | Land                 | Competitie      | Wed.       | Dlp.       | Wed.  | Dlp.  | Wed.           | Dlp.           | Wed.   | Dlp.   |
| ------- | -------------------- | -------------------- | --------------- | ---------- | ---------- | ----- | ----- | -------------- | -------------- | ------ | ------ |
| 2014/15 | Stade Reims          | Vlag van Frankrijk   | Ligue 1         | 3          | 1          | 1     | 1     | —              | —              | 4      | 2      |
| 2015/16 | Stade Reims          | Vlag van Frankrijk   | Ligue 1         | 16         | 3          | 1     | 0     | —              | —              | 17     | 3      |
| 2016/17 | Stade Reims          | Vlag van Frankrijk   | Ligue 2         | 28         | 7          | 3     | 3     | —              | —              | 31     | 10     |
| 2017/18 | Stade Reims          | Vlag van Frankrijk   | Ligue 2         | 27         | 3          | 4     | 0     | —              | —              | 31     | 3      |
| 2018/19 | Stade Reims          | Vlag van Frankrijk   | Ligue 1         | 1          | 0          | 0     | 0     | —              | —              | 1      | 0      |
| 2018/19 | → RC Lens            | Vlag van Frankrijk   | Ligue 2         | 21         | 4          | 3     | 1     | —              | —              | 24     | 5      |
| 2019/20 | Servette FC          | Vlag van Zwitserland | Super League    | 23         | 4          | 1     | 0     | —              | —              | 24     | 4      |
| 2020/21 | Servette FC          | Vlag van Zwitserland | Super League    | 33         | 12         | 3     | 2     | 2              | 0              | 38     | 14     |
| 2021/22 | Servette FC          | Vlag van Zwitserland | Super League    | 16         | 6          | 2     | 0     | 2              | 1              | 20     | 7      |
| 2021/22 | Clermont Foot        | Vlag van Frankrijk   | Ligue 1         | 14         | 0          | 0     | 0     | —              | —              | 14     | 0      |
| 2022/23 | Clermont Foot        | Vlag van Frankrijk   | Ligue 1         | 37         | 10         | 1     | 0     | —              | —              | 38     | 10     |
| 2023/24 | Clermont Foot        | Vlag van Frankrijk   | Ligue 1         | 26         | 2          | 1     | 0     | —              | —              | 27     | 2      |
| 2024/25 | Standard Luik        | Vlag van België      | Eerste klasse A | 6          | 0          | 0     | 0     | —              | —              | 6      | 0      |
| 2024/25 | → Sporting Charleroi | Vlag van België      | Eerste klasse A | 1          | 1          | 0     | 0     | —              | —              | 1      | 1      |
| Totaal  | Totaal               | Totaal               | Totaal          | 252        | 53         | 20    | 7     | 4              | 1              | 276    | 61     |

## Interlandcarrière
Op 5 september 2015 maakte Kyei zijn opwachting voor Frankrijk –21 in de EK-kwalificatiewedstrijd voor het Europees kampioenschap onder 21 jaar in 2017 tegen IJsland –21. Hij viel na 78 minuten in voor Sébastien Haller en maakte in de extra tijd zijn eerste interlandtreffer.